# 솔표식품
솔표식품은 1969년에 설립된 대한민국의 식음료기업이다. 경기도 남양주시 진접읍 내각로 84-2에 위치하고 있다.

## 연혁
- 1969년 설립
- 2004년 법인전환

## 사건
- 2011년 서울지방식품의약품안전청은 솔표식품이 대장균이 검출된 솔표후추분을 1억 4700만원가량 판매했다고 밝혔다.[1]